# ジョン・レスター (右投手)
ジョナサン・デビッド・レスター（Jonathan David Leicester、1979年2月7日 - ）は、アメリカ合衆国・カリフォルニア州マリポサ出身の元プロ野球選手（投手）。

## 経歴

### プロ入りとカブス時代
2000年のMLBドラフト11巡目でシカゴ・カブスに指名され、契約。
2004年6月9日の対セントルイス・カージナルス戦（リグレー・フィールド）の5回表から3番手として登板してメジャーデビューを果たした。結果は1イニングを投げて2奪三振を記録するものの、ソロ本塁打を浴びて1失点だった。

### レンジャーズ時代
2006年のシーズン開幕前にマイナー投手とのトレードでテキサス・レンジャーズに移籍。しかし、レンジャーズでは登板のないまま、シーズン終了後にフリーエージェントとなった。

### オリオールズ時代
2007年にボルチモア・オリオールズに移籍。ほとんどは3Aノーフォークで過ごしていたが、9月にメジャー昇格しキャリア初の完投も記録した。
2008年はメジャーでの登板がないままシーズンを終えた。

### オリックス時代
2008年12月18日にNPBのオリックス・バファローズが獲得を発表した。
2009年は、20試合登板も制球難で防御率は5.04、9月22日に右肩痛で途中帰国したこともありとそのまま解雇濃厚となっていたが、球威あるボールが評価され残留することとなった。
2010年は、前年度まで抑えだった加藤大輔、リリーフ転向を目指す小松聖らがオープン戦でも調子が上がらないこともあり、クローザーに抜擢された。しかし、制球が不安定で、綱渡りの投球が目立った。春先はそれでも何とか凌いでいたが、6月1日の対中日戦で逆転負けを喫すると、以後はクローザーの座を岸田護に奪われ、自身は中継ぎに降格するなど安定感に欠いた投球が目立ち、6月21日に登録抹消。その後、7月18日に再登録されるも、安定感の欠いた投球が続き、最後の3試合ではいずれも失点を重ね、8月16日に登録抹消となった。結局、35試合に登板して2勝2敗10セーブの成績を残したものの、WHIPは前年を上回るなど、リリーフとしては不安定な状態であった。11月11日に自由契約公示された。

### パドレス傘下時代
2011年3月1日にサンディエゴ・パドレスとマイナー契約。メジャーに昇格することなかった。11月2日にFAとなる。

### 台湾時代

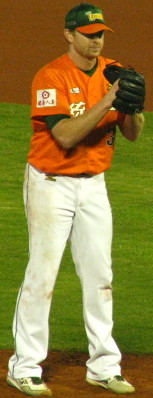
統一セブンイレブン・ライオンズでの現役時代
(2012年9月7日)

2012年2月21日にCPBLの統一セブンイレブン・ライオンズと契約（登録名：強納森）。同年は先発投手として12勝を挙げた。
2013年は2勝に留まり、シーズン途中の7月16日にFAとなった。

### メキシカンリーグ時代
2014年3月29日にメキシカンリーグのメキシコシティ・レッドデビルズと契約を結んだ。6月3日にFAとなった。
2015年2月6日にメキシカンリーグのユカタン・ライオンズと契約を結んだ。6月22日にFAとなった。6月23日にメキシカンリーグのプエブラ・パロッツと契約を結んだ。7月2日にFAとなった。

### 北米・独立リーグ時代
2015年途中でアメリカ合衆国の独立リーグのアトランティック・リーグのサザンメリーランド・ブルークラブスに移籍し、2016年も所属した。

## プレースタイル・人物
常時150km/hを超えるストレートが持ち味。変化球の持ち球は、スライダー・フォークなど。
NPBで記録した通算3敗は、いずれも対中日戦で記録している。

## 詳細情報

### 年度別投手成績
| 年 度     | 球 団      | 登 板 | 先 発 | 完 投 | 完 封 | 無 四 球 | 勝 利 | 敗 戦 | セ 丨 ブ | ホ 丨 ル ド | 勝 率 | 打 者 | 投 球 回 | 被 安 打 | 被 本 塁 打 | 与 四 球 | 敬 遠 | 与 死 球 | 奪 三 振 | 暴 投 | ボ 丨 ク | 失 点 | 自 責 点 | 防 御 率 | W H I P |
| --------- | ---------- | ----- | ----- | ----- | ----- | -------- | ----- | ----- | -------- | ----------- | ----- | ----- | -------- | -------- | ----------- | -------- | ----- | -------- | -------- | ----- | -------- | ----- | -------- | -------- | ------- |
| 2004      | CHC        | 32    | 0     | 0     | 0     | 0        | 5     | 1     | 0        | 5           | .833  | 175   | 41.2     | 40       | 7           | 15       | 0     | 0        | 35       | 0     | 0        | 20    | 18       | 3.89     | 1.32    |
| 2005      | CHC        | 6     | 1     | 0     | 0     | 0        | 0     | 2     | 0        | 0           | .000  | 46    | 9.0      | 11       | 2           | 9        | 0     | 2        | 7        | 1     | 0        | 10    | 9        | 9.00     | 2.22    |
| 2007      | BAL        | 10    | 5     | 1     | 0     | 0        | 2     | 3     | 0        | 0           | .400  | 145   | 32.0     | 36       | 3           | 13       | 0     | 3        | 16       | 1     | 0        | 27    | 27       | 7.59     | 1.53    |
| 2009      | オリックス | 20    | 0     | 0     | 0     | 0        | 0     | 1     | 0        | 1           | .000  | 108   | 25.0     | 22       | 0           | 11       | 0     | 2        | 20       | 2     | 0        | 14    | 14       | 5.04     | 1.32    |
| 2010      | オリックス | 35    | 0     | 0     | 0     | 0        | 2     | 2     | 10       | 0           | .500  | 178   | 37.2     | 45       | 3           | 16       | 1     | 2        | 33       | 1     | 0        | 21    | 20       | 4.78     | 1.62    |
| 2012      | 統一       | 27    | 27    | 1     | 0     | 0        | 12    | 5     | 0        | 0           | .706  | 682   | 166.2    | 155      | 4           | 43       | 0     | 11       | 111      | 8     | 0        | 59    | 46       | 2.48     | 1.19    |
| 2013      | 統一       | 11    | 11    | 0     | 0     | 0        | 2     | 4     | 0        | 0           | .333  | 261   | 56.1     | 71       | 2           | 22       | 0     | 3        | 38       | 2     | 0        | 41    | 29       | 4.63     | 1.66    |
| MLB：3年  | MLB：3年   | 48    | 6     | 1     | 0     | 0        | 7     | 6     | 0        | 5           | .538  | 366   | 82.2     | 87       | 12          | 37       | 0     | 5        | 58       | 2     | 0        | 57    | 54       | 5.88     | 1.50    |
| NPB：2年  | NPB：2年   | 55    | 0     | 0     | 0     | 0        | 2     | 3     | 10       | 1           | .400  | 286   | 62.2     | 67       | 3           | 27       | 1     | 4        | 53       | 3     | 0        | 35    | 34       | 4.88     | 1.50    |
| CPBL：2年 | CPBL：2年  | 38    | 38    | 1     | 0     | 0        | 14    | 9     | 0        | 0           | .609  | 943   | 223.0    | 226      | 6           | 65       | 0     | 14       | 149      | 10    | 0        | 80    | 66       | 3.03     | 1.30    |

- 2012年度シーズン終了時

### 記録
NPB
- 初登板：2009年5月30日、対横浜ベイスターズ1回戦（スカイマークスタジアム）、9回表に3番手で救援登板、1/3回3失点
- 初奪三振：同上、9回表に村田修一から空振り三振
- 初ホールド：2009年7月16日、対千葉ロッテマリーンズ12回戦（京セラドーム大阪）、7回表に3番手で救援登板、2回無失点
- 初セーブ：2010年3月28日、対福岡ソフトバンクホークス3回戦（福岡Yahoo! JAPANドーム）、9回裏1死に3番手で救援登板・完了、2/3回無失点
- 初勝利：2010年6月7日、対広島東洋カープ4回戦（福山市民球場）、6回裏に3番手で救援登板、2回2失点

### タイトル
CPBL
- 最優秀防御率：1回 （2012年）

### 背番号
- 51 （2004年 - 2005年）
- 52 （2007年）
- 24 （2009年 - 2010年）
- 33 （2012年 - 2013年）